# Bleuite
 (janvier 2014).
Si vous disposez d'ouvrages ou d'articles de référence ou si vous connaissez des sites web de qualité traitant du thème abordé ici, merci de compléter l'article en donnant les références utiles à sa vérifiabilité et en les liant à la section « Notes et références ».
Guerre d'Algérie
Batailles
Bataille d'Alger
La « Bleuite », appelée parfois le « complot bleu », est une opération d'infiltration et d'intoxication à grande échelle montée par le Service de documentation extérieure et de contre-espionnage (SDECE) du gouvernement français pendant la guerre d'Algérie à partir de 1957, en riposte à l'affaire « Oiseau bleu ».
Cette opération, restée longtemps méconnue du grand public, tant algérien que français, consistait à dresser des listes de prétendus collaborateurs algériens de l'Armée française et à les faire parvenir jusqu’aux chefs de l’Armée de libération nationale (ALN), le bras armé du Front de libération nationale (FLN), pour y susciter des purges internes.

## Mécanisme
Ces listes étaient acheminées par différents biais, notamment : 
- envois d’Algériens « retournés » ;
- diffusions de rumeurs dans les villages et les maquis des wilayas ;
- documents compromettants laissés sur des résistants abattus.

Pour comprendre comment le virus de la suspicion (que l’on baptise plus tard la « bleuite ») a pu pénétrer la Révolution algérienne, il faut revenir à la bataille d'Alger.
D'anciens membres des réseaux de Yacef Saâdi avaient décidé de travailler avec les parachutistes français. C'était une idée du capitaine Paul-Alain Léger, parachutiste, agent du SDECE et chef du Groupe de renseignements et d'exploitation (GRE). Il avait proposé à son supérieur hiérarchique le colonel Godard de retourner d’anciens compagnons de Saâdi : 
Quand un élément du FLN est identifié et arrêté, il est interrogé, compromis et piégé. On lui offre de changer de camp. Les capacités de psychologue de Léger constituent l'essentiel du processus de retournement. Les anciens du FLN rejoignent ainsi le groupe habillés de bleus de chauffe, d’où le nom de « bleuite » ou le « complot bleu ». À l’origine, ce groupe est composé de 70 hommes et leur rôle était de dénoncer leurs anciens camarades des réseaux clandestins, mais aussi de tenter de retourner la population en faveur des Français. Ils circulaient ainsi dans la Casbah bavardant avec tous ceux qui voulaient bien leur adresser la parole, essayant de reconnaître dans la foule les hommes avec qui ils avaient été en contact. Mais leur rôle principal restait, bien sûr, l’infiltration des réseaux FLN encore existants. Ils permettent l’arrestation de Yacef Saâdi, Zohra Drif et la localisation de la cache d’Ali la Pointe. En mars 1958, ce groupe compte plus de trois cents hommes et femmes avec pour la plupart un statut de harki.
Cette opération d’intoxication fut aussi à l'origine d'une campagne de purges dévastatrices dans toutes les wilayas, qui causa plus de pertes à l'ALN et au FLN que les combats eux-mêmes, et provoqua le ralliement de nombreux combattants affolés à l'armée française, seul moyen de sauver leur vie face aux soupçons de trahison, en particulier dans la wilaya III dirigée par le colonel Amirouche. Le principe du cloisonnement dans l'ALN et le devoir de réserve des principaux concernés aggravaient la situation.

## Infiltrations des réseaux FLN de la Zone autonome d'Alger

### Arrestation de Yacef Saadi et le plastiquage de la cache d’Ali la Pointe

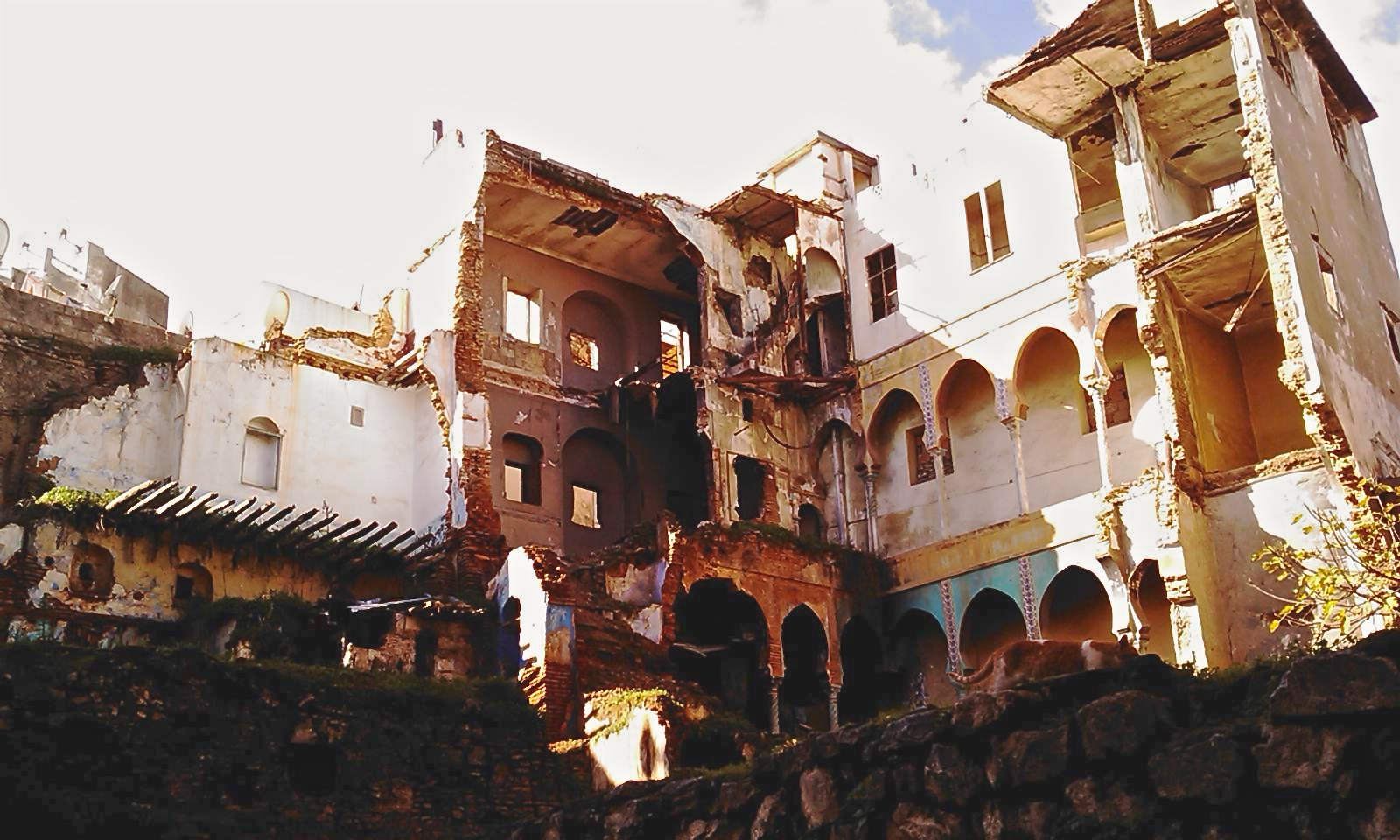
Les renseignements recueillis par le GRE grâce aux techniques de la Bleuite ont conduit le parachutiste capitaine Paul-Alain Léger a localiser la fameuse cache d’Ali la Pointe au 5, rue des Abderames dans la Casbah d’Alger.
Ali la Pointe et ses compagnons refusent de se rendre, cernés par les commandos parachutistes de la 10e D.P. du général Massu, qui ordonne à ses paras de dynamiter la cache, le 9 octobre 1957. Ce fait d’armes marqua la fin de la bataille d’Alger.
(photo prise le 20 décembre 2011).

En septembre 1957, Houria, une militante du FLN, est dénoncée par son mari qui souhaitait s’en débarrasser. Arrêtée, elle accepte de collaborer avec les services du capitaine Léger. Houria est mise en contact avec un militant capturé, Hacène Ghendriche, alias Zerrouk, chef de la région 3 de la zone d’Alger, retourné et secrètement passé au GRE du capitaine Léger. Zerrouk envoie Houria se cacher chez sa femme, où elle observe un homme toujours accompagné d’une petite fille de 5 ans ; suivi, cet homme guide les Français vers son domicile, no 4 rue Caton dans la Casbah.
Le 23 septembre, les gendarmes d'Alger arrêtent un homme nommé Djamel qui, interrogé, prétend avoir rencontré le chef de la Zone autonome d’Alger (ZAA) Yacef Saâdi à la rue Caton. Le recoupement conduit le capitaine Léger à penser que Yacef Saadi loge dans cette rue. Dès le lendemain, la rue est bouclée par les paras du 1er REP sous le commandement du colonel Jeanpierre et les « bleus de chauffe » du capitaine Léger. L’immeuble est fouillé, et Yacef Saadi y est arrêté en compagnie de Zohra Drif. Les deux prisonniers sont étroitement gardés par le 1er REP, sans aucun contact avec l'extérieur, car Yacef et Zohra n'ignorent plus rien du double jeu de Zerrouk, et ce double jeu doit se poursuive pour mettre le GRE sur la piste d'Ali la Pointe. Très vite, Zerrouk prend contact avec Ali par une boîte aux lettres de secours. Léger apprend ainsi qu'Ali la Pointe a rejoint une autre cache, avec Hassiba Ben Bouali, Petit Omar (douze ans, agent de liaison et neveu de Yacef) et Mahmoud, autre agent de liaison. Ali la Pointe a sur lui quatre bombes complètes et il désire que Zerrouk - qui pour lui est toujours le responsable militaire de la zone autonome - relance une vague d’attentats. Lentement, Léger reprend la filature du courrier. Il lui faudra trois semaines, pour qu'il arrive à localiser la planque d’Ali la Pointe au 5, rue des Abderrames en haute Casbah. Ali cerné avec ses complices ; son refuge est plastiqué par le 1er REP. L'énorme explosion tue également 17 civils du voisinage dont 4 fillettes de quatre et cinq ans. Cette opération marque l'élimination des principaux dirigeants du FLN de la Zone autonome d’Alger et dès lors, la victoire de l'Armée française dans la bataille d'Alger.

### Quand les «Bleus» sont obligés d’organiser des attentats dans Alger
L'infiltration des « Bleus » dans les réseaux FLN permet au capitaine Léger de contrôler le courrier échangé entre Alger et les wilayas. C'est ainsi qu'il apprend qu'une nouvelle équipe de combattants algériens va être désignée afin de remplacer celle qui vient d'être démantelée en automne 1957 et montrer ainsi à ses partisans que la rébellion n'est pas morte.
Certains de ses hommes, qui se font passer pour des membres du FLN, vont jusqu'en Kabylie pour témoigner de la réalité des contacts et de la « sincérité révolutionnaire » des courriers. Un des agents du GRE jouera le rôle de chef du réseau et, à ce titre, recevra pour ses hommes les armes et les explosifs destinés aux actions à venir.
Le lieutenant Kamel, responsable de la zone 1 de la wilaya III (Kabylie ouest) prend contact avec Safi et Hani, qui restent la seule autorité FLN à Alger ayant échappé à l'anéantissement des réseaux puisque, retournés par le capitaine Léger.
Amirouche l'informe donc qu'il veut lui envoyer un lot d'armes d’origine tchèque pour préparer des attentats qui devraient être perpétrés au moment des fêtes de Noël. Le 12 novembre, Kamel signe à Hani un ordre de mission l'habilitant, au nom de la wilaya III, à représenter le FLN et l’ALN au sein de la zone autonome d'Alger. Dans la réalité, par ce document, le capitaine Léger devenait le véritable patron du FLN à Alger. La manipulation devient chaque jour de plus en plus délicate. Léger récupère dans un premier temps la petite cargaison d'armes composée de 10 pistolets mitrailleurs tchèques, de 20 pistolets automatiques et d'un lot de grenades. Le 10 décembre 1957, Hani monte au maquis afin d'assister en personne au conseil de la wilaya III présidé par Amirouche. De retour à Alger, il rend aussitôt compte de sa mission au capitaine Léger.
Les évènements se précipitent. Les chefs de la wilaya III s'impatientent. Ils ne comprennent pas l'inaction d'Alger. Les messages envoyés à la ZAA sont de plus en plus impératifs, il faut que des attentats aient lieu. Kamel écrit « Les Algérois veulent entendre les explosions de vos grenades qui sont pour eux le signe incontestable que le cœur de la capitale bat encore. »
L'état-major de guerre a communiqué l'ordre suivant : « À Alger, ordonnons recrudescences des attentats avant l'ONU. C'est formel. Vous commencerez avant le 30. » Léger essaye toujours de temporiser. En attendant, il expédie en retour une lettre qu'il veut pleine d’anxiété : « Le maquis ne se rend pas compte des énormes difficultés auxquelles l'organisation doit faire face à Alger. L'enthousiasme des débuts n'existe plus. Le danger d'infiltration par les « Bleus » est trop important pour être négligé ! Les enquêtes demandent beaucoup de temps pour déterminer la bonne foi des militants trop souvent apeurés. »
Hani est à nouveau convoqué fin décembre 1957 au PC de la wilaya III. Kamel lui ordonne de passer à l'action et lui annonce qu'il va bientôt pouvoir disposer d'une cargaison de bombes particulièrement meurtrières, confectionnées avec des corps d’obus de mortiers de 60 mm et de 81 mm, et que celles-ci l'attendent à Tizi Ouzou. Le capitaine Léger lance un commando sur Tizi-Ouzou. Les hommes récupèrent rapidement les bombes préparées et font prisonniers le lieutenant Houcine, responsable politique de la zone 1 et le lieutenant Sabri, officier de renseignements.
Léger redoute que la wilaya III ne mette sur pied à Alger une organisation parallèle qui lui échapperait. Mieux vaut donc organiser quelques attentats mineurs plutôt que de revenir aux jours dramatiques où des bombes explosaient au milieu de la foule. Il sait bien que la presse va sauter sur l’événement et en fera ses gros titres et assurera une propagande efficace qui comblera d'aise les hommes de la wilaya III.
Le 1er janvier 1958, comme pour montrer la précarité de la situation, une grenade explose au début de la soirée dans l'escalier du 21 rue Émile-Maupas. Cet attentat rappelle les Algérois à la réalité. Dans la Casbah, le téléphone arabe colporte la nouvelle à la vitesse de l'éclair. Tout le monde ignore que le lanceur de grenade n'est autre que le capitaine Léger. Celui-ci, en accord avec le colonel Godard, organise quelques actions ponctuelles destinées à faire du bruit sans qu'il y ait de victimes. Godard avait donné ce conseil à son adjoint, avant de le quitter : « Tâchez de ne pas faire trop de dégâts. N’y allez pas plus fort que les « fels » eux-mêmes! ».

## Infiltration et intoxication de la wilaya III du colonel Amirouche
À partir de janvier 1958, le GRE du capitaine Paul-Alain Léger prépare une nouvelle opération baptisée « KJ-27 », qui se révèle particulièrement efficace qui aura des conséquences dramatiques dans les rangs des combattants de la wilaya III en Kabylie et pour l’ensemble de l’Algérie par l’élimination d’une génération de cadres.
Tadjer Zohra, dite Roza, une jeune algérienne militante du FLN, demeurant à Maison-Carrée (El Harrach), est arrêtée en janvier 1958 par le GRE à Bordj Menaïel. Motif de son arrestation : elle avait confectionné un drapeau FLN. Le capitaine Léger lui a proposé de travailler avec son groupe de renseignements et d’exploitation (GRE), ce qu'elle a accepté. Cependant, pour l’avis du capitaine, elle a accepté trop vite, car ce genre de mission qu’il lui a proposé était hors de proportion avec ce qu’on lui reprochait. Il l’a ramenée à Alger, mais, sur le retour, il s’est arrangé pour la balader un peu, pour qu’on la voie dans sa voiture. Pour la tester, il la fait venir dans son bureau chez lui, dans sa villa à El Biar. Le capitaine avait préparé le terrain parce qu'il se doutait de quelque chose. Elle posait trop de questions. Il monte une petite mise en scène : au milieu de la discussion, il est appelé au téléphone par son chef. Il s’empresse de s’y rendre, laissant sur son bureau des fausses lettres signées d’un chef FLN qui lui écrivait du maquis de la wilaya III. Par l’entrebâillement de la porte, le capitaine observait la fille, qui s’est levée et est allée regarder les lettres. Elle a pris connaissance des lettres et des signatures. À la fin de l’entretien, Roza promet de revenir donner quelques informations au capitaine. Comme prévu, elle quitte Alger et monte directement au maquis de la Wilaya III, afin de dénoncer les traîtres dont elle avait lu les noms dans le bureau du capitaine.
Quand elle est arrivée au maquis, elle est tombée sur un homme qui s’appelait Ahcène Mahiouz (surnommé Hacène la torture), ancien collaborateur de la Gestapo au grade du capitaine, chef de la zone 1 de la wilaya III et adjoint du colonel Amirouche. Mahiouz l’interrogea « on t’a vue avec Léger dans sa voiture ! » — « bien sûr, il ma arrêtée, il ma proposé de travailler pour lui, j'ai accepté...» - « 'Tu nous as trahis ! » 
Piquée au vif, Roza expliqua qu’elle remontait au maquis pour faire d’importantes révélations. « Avant de m’accuser tu ferais mieux de regarder autour de toi. Tu es entouré de traîtres à la solde d’Alger. » La machine est en marche. Roza raconta ce qu’elle croyait avoir appris dans le bureau du capitaine Léger. Quand elle eut fini, Mahiouz en voulait encore. Roza, sous la torture, la poitrine soulevée par des halètements spasmodiques, murmurait des mots sans suite. Sur un signe de Mahiyouz, un secrétaire posa des doigts sur la machine à écrire. Folle de douleur, elle raconta n’importe quoi. Elle s’accusa tout d’abord d’être la responsable de l’arrestation, à Alger, de Djamila Bouhired, Djamila Bouazza, Zohra Drif et Yacef Saâdi, arrestations pour lesquelles elle toucha, dit-elle, la somme de 50 000 francs. Elle « avoua » ensuite être allée au maquis afin de contacter des responsables à la solde de Léger qui lui permettraient de rejoindre Tunis où elle avait une mission très importante à remplir. C’était la confirmation de ce qu’il pensait : tous ces intellectuels, tous ceux qui venaient d’Alger, tous ces lettrés, étaient des traîtres pour Mahiouz. Suivait une longue confession dans laquelle la pauvre fille donnait pêle-mêle les noms des responsables du maquis, d’amis et même des membres de sa famille — une de ses cousines de Bordj-Menaïel en perdit la vie. Roza, mourante, fut finalement égorgée. Ahcène Mahiouz est inquiet ! Il fait procéder à l’arrestation de tous les hommes désignés par Roza.
Roza venait de déclencher un véritable raz-de-marée dans toutes les wilayas. C’est la plus formidable campagne de purges jamais connue dans les rangs du FLN. Désormais, aux dangers des opérations allait s’ajouter pour les combattants la terreur de l’épuration.
Amirouche est maintenant persuadé d’être entouré de traîtres et d’espions à la solde de l’armée française. C’était devenu son obsession. Les purges et les méthodes qu’il préconisait étaient dignes de la terreur stalinienne. La « chasse aux sorcières » devait, selon Amirouche, s’étendre à toute l’Algérie. Obnubilé par cette obsession de l’« espionnite », l’un des chefs les plus redoutés du FLN paralysait par ces mesures « préventives » toute l’activité de sa wilaya et instaurait le règne de la suspicion, de la délation et de la terreur. Même les opérations contre l’armée française avaient pratiquement cessé. Jamais le moral n’avait été plus bas. Jamais le ralliement aux Français plus nombreux.
Amirouche précise aussi que les traîtres sont surtout des personnes instruites. Intellectuels, étudiants, collégiens, médecins et enseignants furent les premiers visés.
Il écrit aux chefs des autres wilayas, le 3 août 1958 :

« J’ai découvert des complots dans ma zone, mais il y a des ramifications dans toutes les wilayas. Il faut prendre des mesures et vous amputer de tous ces membres gangrenés, sans quoi, nous crèverons ! J’ai le devoir de vous informer, en priant Dieu pour que ce message vous parvienne à temps, de la découverte en notre wilaya d’un vaste complot ourdi depuis des longs mois par les services français (Colonel Godard et Capitaine Léger) contre la révolution algérienne. Grâce à Dieu, tout danger est maintenant écarté, car nous avons agi très rapidement et énergiquement. Dès les premiers indices, des mesures draconiennes étaient prises en même temps : arrêt du recrutement et contrôle des personnes déjà recrutées, arrestation des goumiers et soldats « ayant déserté », arrestation de tous les djounoud (soldats) originaire d’Alger, arrestation de tous les suspects, de toutes les personnes dénoncées de quelque grade qu’elles soient et interrogatoire énergique de ceux dont la situation ne paraissait pas très régulière, le réseau tissé dans notre wilaya vient d’être pratiquement hors d’état de nuire après une enquête d’autant plus ardue que ses chefs étaient en apparence au-dessus de tout soupçons.
Signé le colonel Amirouche. »

Par une lettre ouverte au colonel Godard, le colonel Amirouche s’adresse à lui pour lui faire savoir qu’il a découvert le prétendu complot... ce qui revient à lui annoncer triomphalement qu’il est tombé dans le piège. Cette lettre, intéressante à plus d’un titre, témoigne inopinément du respect que les officiers de l’ALN ressentent pour un officier français. Leurs notions de l’honneur d’un officier français est telle qu’Amirouche est scandalisé que Godard, qu’il croit l’artisan du prétendu complot contre-révolutionnaire, et qui est, en fait, l’auteur d’une entreprise encore plus subtile, recoure à des moyens aussi tortueux.

« Au lieu d’aller combattre loyalement les vrais Moudjahidines, vous, Godard, qui prétendez être officier ... vous avez préféré travailler dans l’ombre ... vous avez renié votre métier de combattant pour embrasser la profession de flic ... oui, colonel Godard, vous étiez né, élevé et grandi dans l’amour patriotique d’une nation civilisée et même civilisatrice, vous étiez destiné à jouer un rôle toujours grandissant dans l’armée en exposant votre vie, vos poitrines aux balles des Allemands, ou de toute autre nation, égale tout au moins à la vôtre, qui vous déclarerait là guerre. Jusqu’au jour où vous avez rejoint l’armée colonialiste, je n’ai rien à vous reprocher étant donné votre zèle et votre amour pour votre pays en le servant dans l’honneur et la gloire, et par tous les moyens appropriés ... Vous venez de ravaler votre honneur à celui d’un simple mouchard au service d’une poignée de colonialistes. Ce travail serait à l’honneur si c’était en France. Dans votre propre pays que vous ayez accepté de nettoyer votre nation d’éléments tels que la 5e Colonne, avant la guerre de 1940. Les dirigeants de la D.S.P. et de ses subdivisions en France peuvent être demain des grands chefs respectés, honorés et glorifiés, car ils collaborent à la grandeur de leur nation. Mais vous, colonel Godard, que venez-vous faire dans cette galerie « d’ultras rebelles » à votre patrie même, vous qui êtes né et élevé dans les principes de la révolution de 1789, vous souillez l’honneur d’une carrière déjà belle.
Signé le colonel Amirouche. »

### Le supplice de l’«hélicoptère»
Ahcène Mahiouz avait mis en route un terrible engrenage dans la wilaya III : les tortures en chaîne avaient donné des résultats inespérés. Avec son adjoint Ajaoud Rachid, assistés d’un groupe de montagnards persuadés de purifier la révolution, ils faisaient régner dans chaque zone une atmosphère de suspicion oppressante. Dès août 1958, Mahiouz avait établi un épais dossier bourré de « preuves » contre une cinquantaine de cadres qui avaient tous avoué leurs rapports avec les services spéciaux français.
Chacun, quel que fût son grade, avait été interrogé par Mahiouz qui leur avait appliqué le supplice de l’« hélicoptère » : l’homme nu avait les pieds et les mains liés et réunis par une corde que l’on accrochait à une branche. Le corps en arc de cercle était ensuite hissé à cinquante centimètres du sol, puis chargé de quarante ou cinquante kilos de pierres. Mahiouz plaçait ensuite sous le corps oscillant un Kanoun, une sorte de barbecue sur lequel un djoundi (soldat) versait de l’eau froide. L’homme, les muscles brisés, les os craquants, respirait cette vapeur brûlante qui attaquait soit le visage et les poumons, soit le bas-ventre. Sous la torture, les hommes donnaient les noms de leurs plus proches compagnons. Il suffisait que le nom du maquisard soit prononcé par deux ou trois hommes « interrogés » pour qu’il soit lui-même inculpé et interrogé à son tour. Six suspects sur dix succombent au cours des interrogations. Il y eut des centaines, sinon des milliers de victimes, pour la plupart innocentes des faits qui leur étaient reprochés.

## Bilan des pertes imputées à la «bleuite»

### Pour la wilaya III (Kabylie)
Pour l’ensemble de l’année 1958, les estimations concernant le nombre des liquidations varient entre 2 000 et 6 000 - chiffre donné par Mohamed Benyahia et invérifiable[réf. nécessaire] en raison de l'absence de documents fiables. Amirouche emporta avec lui en mars 1959 un décompte partiel qui faisait état, sur 542 personnes jugées, de 54 libérés, 152 condamnés à mort et 336 décédés au cours des interrogations, dont 30 officiers, soit 488 décès. Le document était vraisemblablement destiné à minimiser l’ampleur des purges auprès du GPRA. Selon Yves Courrière, « les exécutions ne cessèrent que quelques jours avant l’opération « Jumelles ». » En 1959, Ahcène Mahiouz avait fourni à Amirouche plus de 3 000 condamnations à mort soit 3 000 jeunes gens dont presque tous avaient au moins leur certificat d’études. » Selon certains journalistes ayant enquêté sur cette période, le nombre de condamnés serait moins élevé et les estimations seraient de 1 200 à 2 000 ou bien même de 4 000. Selon les évaluations, la saignée représenta donc de 6 % à 25 % de l’effectif de la wilaya III.

### L’extermination de la jeune intelligentsia algéroise
La folie sanguinaire de Mahiouz ne connut plus de bornes, lorsque arriva le putsch d'Alger du 13 mai 1958. L’enthousiasme des foules du Forum d’Alger, les manifestations de loyalisme des populations musulmanes ne firent que confirmer son opinion sur les citadins en général et les Algérois en particulier. Profitant de l’occasion, des centaines de cadres et de djounoud échappèrent à la mort en se ralliant au poste français le plus proche.
Parmi les victimes de la purge dans la wilaya III, on compte plusieurs dizaines d’officiers haut gradés, d'anciens médecins-chefs, des pharmaciens, d'anciens étudiants et aspirants sanitaires, des cadres de l’UGTA, des collégiens du collège de Ben Aknoun, plusieurs bacheliers, des enseignants, des techniciens radio, un jeune metteur en scène de 27 ans et une équipe de scénaristes. D’après la déclaration d’un lieutenant politique, A.K. « rallié » près de Bougaa (ex-Lafayette) le 6 avril 1958 pour échapper à la mort, à cette date « le massacre d’intellectuels dur[ait] depuis seize mois ». Pourtant, revenu en juillet 1957 en Kabylie après une absence à l’étranger de six mois, Amirouche aurait bien constaté une dégradation, concomitante de l’arrivée massive des jeunes gens instruits venus au maquis après la grève des étudiants décrétée fin mai 1956, des citadins débarqués d’Alger après la grève de huit jours, en janvier 1957 lors de la bataille d’Alger, et d’anciens membres du MTLD reconvertis au sein MNA et ensuite passés au FLN.
Le Deuxième Bureau français constatait : « Il est matériellement impossible à l’adversaire de remplacer toutes ces pertes par du personnel de même valeur. Sans tenir compte du facteur moral, la baisse du potentiel en valeur intrinsèque des cadres de l’Organisation politico-administrative (OPA) est certaine. »
Une conséquence plus lointaine a été la perte de ces jeunes intellectuels pour l'Algérie indépendante.

### Bilan des pertes dans le reste des wilayas
- Wilaya I : 2 000 morts
- Wilaya II : 500 morts
- Wilaya IV : 1 500 morts
- Wilaya V : 500 morts[2]

Le capitaine Léger déclara plus tard : 

« Certaines bonnes âmes, sans doute dans le regret des grandes chevauchées et des combats ardents sous le soleil, prétendront que c’est là une guerre souterraine indigne de guerriers. Je pense personnellement que si l’ennemi a des dispositions particulières pour se détruire lui-même, bien coupable serait celui qui n’en profiterait pas ! »

## Algérie post-indépendante: technique de la bleuite au service de l’armée algérienne
L’histoire se répète presque par le même procédé de la « bleuite » quarante ans après dans l’Algérie indépendante, durant la décennie noire, entre 1994 et 1997 par l’infiltration des maquis du Groupe islamique armé (GIA) par des islamistes « retournés » qui travaillent pour le compte des services algériens du Département du renseignement et de la sécurité (DRS) en manipulant les chefs du GIA pour leur faire croire qu’ils étaient totalement infiltrés afin de les inciter à organiser des purges injustifiées.
À partir de 1994, le DRS multiplie des « faux maquis » et parvient même à placer à la tête de l’ensemble des groupes islamiques armés des islamistes « retournés » qui travaillent pour les services de l’armée algérienne, comme le cas de Djamel Zitouni, chef du GIA au milieu des années 1990,.

## Dans la culture populaire
L'idée du procédé de la « bleuite », transposée à la guerre froide, est reprise dans le film Le Serpent (1973) d'Henri Verneuil.

#### Ouvrages
- Claude Faure, Aux services de la République : du BCRA à la DGSE, Paris, Fayard, 2004, 782 p. (ISBN 978-2-213-61593-6).
- Paul-Alain Léger, Aux carrefours de la guerre, Paris, A. Michel, coll. « Les Combattants », 1983, 427 p. (ISBN 978-2-226-01764-2).
- André-Roger Voisin, Intox et coups fourrés pendant la guerre d'Algérie : 1954-1962, Le Coudray-Macouard, Cheminements, 2008, 183 p. (ISBN 978-2-84478-662-3).
- Constantin Melnik et Olivier Forcade (Avant-propos), De Gaulle, les services secrets et l'Algérie, Paris, Nouveau monde, coll. « Le grand jeu », 2010, 463 p. (ISBN 978-2-84736-499-6).
- Maurice Faivre, Le renseignement dans la guerre d'Algérie, Panazol, Lavauzelle, coll. « Renseignement histoire & géopolitique / Documents », 2006, 355 p. (ISBN 978-2-7025-1314-9).
- Claude Paillat, Dossier secret de l’Algérie - 13 mai 1958 / 28 avril 1961, Le Livre contemporain, puis Presses de la Cité, 1961 (OCLC 460666591).
- Roger Faligot et Pascal Krop, La piscine : les services secrets français, 1944-1984, Paris, Editions du Seuil, coll. « Epreuve des faits », 1985, 426 p. (ISBN 978-2-02-008743-8).
- Mohammed Harbi et Gilbert Meynier, Le FLN, documents et histoire : 1954-1962, Paris, Fayard, 2004, 898 p. (ISBN 978-2-213-61892-0)
- Lounis Aggoun, La colonie française en Algérie : 200 ans d'inavouable : rapines & péculats, Paris, Demi-lune, coll. « Résistances », 2010, 603 p. (ISBN 978-2-917112-14-4).
- Yves Courrière (préf. Joseph Kessel), La guerre d'Algérie, t. 3 : L’heure des colonels, Paris, Le livre de poche, coll. « Le livre de poche » (no 3750), 1974, 750 p. (ISBN 978-2-253-00091-4).
- Mohammed Harbi, Le F.L.N. : mirage et réalite : des origines à la prise du pouvoir (1945-1962), Paris, Editions J.A, coll. « Sens de l'histoire », 1985, 446 p. (ISBN 978-2-85258-376-4).
- Benjamin Stora, Les mots de la guerre d'Algérie, Toulouse, Presses universitaires du Mirail-Toulouse, coll. « Mots de », 2005, 127 p. (ISBN 978-2-85816-777-7, lire en ligne).
- Genovefa Etienne et Claude Moniquet, Histoire de l'espionnage mondial : Les services secrets de Ramsès II à nos jours, Paris Paris, Ed. Luc Pire Ed. du Félin, 1997, 445 p. (ISBN 978-2-930088-16-7 et 978-2-866-45245-2).

#### Articles de presse
- « Le poison de la « bleuite » »(Archive.org • Wikiwix • Archive.is • Google • Que faire ?), sur grands-reporters.com
- « Comment la bleuite a empoisonné le FLN » »(Archive.org • Wikiwix • Archive.is • Google • Que faire ?), sur reflexiondz.net.

### Ressources radiophoniques
- Patrice Gélinet, « La guerre d’Algérie, vingt cinq ans après : La Bataille d’Alger »(Archive.org • Wikiwix • Archive.is • Google • Que faire ?) [audio], sur fabriquedesens.net, quatrième épisode de l’émission L’histoire immédiate, France Culture, 15 août 1996.
- Jean-Louis Rioual, « La bleuïte ou l’art de la guerre » [audio], émission La Fabrique de l'histoire (53 min), France Culture, 14 avril 2008 (rediffusion du 19 février 2008).
- Fabrice Drouelle, « La bleuite, le virus du soupçon » [audio], émission Affaires sensibles (53 min), France Inter, 9 mai 2025 (rediffusion du 8 décembre 2022).